# Dov'è Wally?
Dov'è Wally? (Where's Wally?) è una serie di libri per bambini creata dall'illustratore inglese Martin Handford. Ogni volume contiene una serie di illustrazioni molto dettagliate in cui compaiono molte persone; il lettore è invitato a trovare un personaggio chiamato Wally, distinguibile grazie alla sua maglia a righe bianche e rosse, il suo cappello e i suoi occhiali.

## Libri

### Serie principale
Attualmente sono sette i libri della serie principale, pubblicati originariamente con copertina rigida e successivamente in brossura.
1. Where's Wally? (1987)
2. Where's Wally Now? (1988)
3. Where's Wally? The Fantastic Journey (1989)
4. Where's Wally? In Hollywood (1993)
5. Where's Wally? The Wonder Book (1997)
6. Where's Wally? The Great Picture Hunt (2006)
7. Where's Wally? The Incredible Paper Chase (2009)

Ci sono stati tre cicli di ristampe. Nel 1993, in occasione dell'uscita di Where's Wally? In Hollywood, il primo libro fu ristampato con l'aggiunta di Wenda, Woof e dei Wally Watchers alle illustrazioni. Fu pubblicata, inoltre, un'edizione tascabile del primo libro in formato A6 che rendeva la ricerca di Wally più difficile. Edizioni successive inclusero anche una lente di ingrandimento.
Nel 1997, in occasione dell'uscita di Where's Wally? The Wonder Book, furono pubblicate delle edizioni speciali dei primi quattro libri riconoscibili per il bordo della copertina argentato. Wally fu spostato e furono aggiunti nuovi personaggi (Wenda, Woof, il mago Whitebeard, Odlaw e i Waldo Watchers) e nuovi oggetti da trovare. Di queste edizioni speciali esiste anche la versione tascabile.
Nel 2007 le edizioni aggiornate nel 1997, Where's Wally? The Wonder Book e Where's Wally? The Great Picture Hunt furono ristampate. Dove presente, il bordo argentato fu tolto e fu aggiunto il numero posizionale dell'albo nella serie in alto a sinistra.

### Altri libri
- Where's Wally? The Ultimate Fun Book (1990)
- Where's Wally? The Magnificent Poster Book (1991)
  - Libro più largo del normale (86.7 cm x 38.1 cm) con poster pieghevoli
- Where's Wally? The Truly Terrific Activity Book (1993)
  - Raccoglie le strisce a fumetti
- Where's Wally? The Absolutely Amazing Activity Book (1993)
  - Raccoglie le strisce a fumetti
- Where's Wally? The Wildly Wonderful Activity Book (1994)
  - Raccoglie le strisce a fumetti
- Where's Wally? Simply Sensational Activity Book (1994)
  - Raccoglie le strisce a fumetti
- Where's Wally? The Dazzling Deep-sea Divers Sticker Book (1994)
  - Libro di adesivi
- Where's Wally? The Fabulous Flying Carpets Sticker Book (1994)
  - Libro di adesivi
- Where's Wally? The Really Remarkable Activity Book (1995)
  - Raccoglie le strisce a fumetti
- Where's Wally? The Completely Crazy Activity Book (1995)
  - Raccoglie le strisce a fumetti
- Where's Wally? Bumper Activity Book (1995)
  - Raccoglie le strisce a fumetti
- A Where's Wally? Fun Fact Book: Plundering Pirates (2000)
  - Libro educativo
- A Where's Wally? Fun Fact Book: Fighting Knights (2000)
  - Libro educativo
- Where's Wally? (2008)
  - Pubblicato in occasione della Giornata mondiale del libro e del diritto d'autore
- Where's Wally? The Spectacular Poster Book (2010)
  - Libro più largo del normale (53 cm x 38.6 cm) con poster pieghevoli

## Serie televisive
Dal 14 settembre al 14 dicembre del 1991, fu trasmessa settimanalmente sulla CBS la serie Where's Wally?.
La serie televisiva Dov'è Wally? è stata trasmessa in Italia da Amazon Prime Video con la sigla di apertura cantata da Stefano Bersola.

## Videogiochi
- Where's Waldo? (1991) (NES)
- The Great Waldo Search (1992) (NES, SNES, Mega Drive)
- Where's Waldo at the Circus (1995) (PC)
- Where's Waldo? Exploring Geography (1996) (PC)
- Where's Waldo? The Fantastic Journey (2009) (Nintendo DS, iPhone, iPad, PC, Wii)
- Where's Waldo? in Hollywood (2010) (iPhone, iPad)

## Striscia a fumetti
Nel marzo del 1993 su più di 100 giornali americani fece il suo debutto una striscia a fumetti domenicale distribuita dalla King Features Syndicate intitolata Where's Waldo? che finì nel 1998. La distribuzione internazionale delle strisce tradotte cominciò nell'agosto del 1993.

## Wally in Italia
La Editrice Piccoli tradusse e pubblicò i primi volumi a partire dal 1987. Wally fu rinominato Ubaldo e i libri furono intitolati Ubaldo dove sei?, E adesso dove sei Ubaldo? e Il grande cercatrova di Ubaldo.
Nel 1994 sette fascicoli illustrati di Dov'è Wally? vennero allegati al quotidiano L'Unità.

## Film futuro
Nel giugno del 2009 è stato annunciato che gli Universal Studios e la Illumination Entertainment hanno acquistato i diritti per fare un film live-action sulla serie Nel novembre 2011 i diritti sono stati acquistati dalla Metro-Goldwyn-Mayer e dalla Classic Media.